# Jolobî, Kremeneț
Jolobî (în ucraineană Жолоби) este o comună în raionul Kremeneț, regiunea Ternopil, Ucraina, formată numai din satul de reședință.

## Demografie
Componența lingvistică a comunei Jolobî
     Ucraineană (99,66%)
     Alte limbi (0,34%)
Conform recensământului din 2001, majoritatea populației comunei Jolobî era vorbitoare de ucraineană (99,66%), existând în minoritate și vorbitori de alte limbi.